# Two-Minute Warning
Die Two-Minute Warning (dt.: Zwei-Minuten-Warnung) ist eine obligatorische Auszeit in der American-Football-Liga National Football League, die jeweils zwei Minuten vor Ende des zweiten bzw. vierten Viertels stattfindet. Sollten eine bzw. mehrere 15-minütige Verlängerungen (Overtime) notwendig sein, wird ebenfalls pro Verlängerung eine Two-Minute Warning durchgeführt.
In der National Collegiate Athletic Association (NCAA) muss der Referee sowohl den jeweiligen Team Captains, als auch den Head Coachs mitteilen, wenn in einer Spielhälfte nur noch zwei Minuten zu spielen sind, wenn der offizielle Zeitmesser nicht sichtbar ist. Er darf dafür die Uhr anhalten, eine Auszeit gibt es jedoch nicht.
Die Two-Minute Warning war in der Frühzeit des Footballs notwendig, weil damals das Schiedsrichterteam die Spielzeit nur inoffiziell per Stadionuhr ablas, was weder präzise noch transparent war. Durch diese Auszeit „warnten“ sie sowohl Spieler als auch Publikum, dass nur noch zwei Minuten im zweiten bzw. vierten Viertel zu spielen waren. Für die Teams ist die Two-Minute Warning gleichbedeutend mit einer zusätzlichen Auszeit. Sie ist aus taktischer Sicht nützlich, wenn Punkte erzielt werden sollen, kann aber auch von Nachteil sein, wenn es das ballführende Team bevorzugen würde, die Uhr auslaufen zu lassen.
Seit den 1960er-Jahren gibt es offizielle Zeitnehmer, aber mit dem Aufkommen von TV-Übertragungen wird die Two-Minute Warning vor allem für die Werbung benutzt. Der Grundgedanke ist, dass kurz vor Ende der ersten bzw. zweiten Spielhälfte relativ wenige Fernsehzuschauer umschalten.
Innerhalb der Two-Minute Warning existieren spezielle Regeln. Um bei Teams ohne Timeout absichtliche Fouls zu vermeiden (z. B. um durch einen unbedeutenden Regelverstoß die Uhr anzuhalten), werden solche Fouls mit einer 10-sekündigen Zeitstrafe („10 second runoff“) geahndet.
Zudem darf in dieser Zeitperiode kein Coach die rote Flagge werfen, um eine Schiedsrichterentscheidung mittels Videobeweis anzugreifen. Bei kritischen Entscheidungen darf jedoch der Replay Official die Videoüberprüfung anordnen.
Im Arena Football existiert die One-Minute Warning (dt.: Eine-Minuten-Warnung), im Canadian Football die Three-Minute Warning (dt.: Drei-Minuten-Warnung), die jeweils eine Minute bzw. drei Minuten vor Ende des zweiten bzw. vierten Viertels (und ggf. jeder Overtime-Periode) stattfindet. In der Arena Football League wurde die One-Minute-Warning zur Saison 2019 abgeschafft. Für das vierte Viertel wurde eine 30-Seconds-Warning eingeführt, das zweite Viertel erhielt keinen Ersatz.